# Élections municipales de 1983 dans la Somme
Les élections municipales ont eu lieu les 6 mars 1983 et 13 mars 1983 dans la Somme.
Dans l'ensemble, les municipalités sortantes sont reconduites. Malgré quelques petites pertes pour le Parti socialiste (Nesle et Cayeux-sur-Mer) au profit de la droite, les grandes villes du département restent dominées par la gauche et principalement par le PCF.

## Maires sortants et maires élus
Les maires élus à la suite des élections municipales dans les communes de plus de 2 000 habitants :
| Commune                | Population | Maire sortant       | Parti | Parti   | Maire élu          | Parti | Parti    |
| ---------------------- | ---------- | ------------------- | ----- | ------- | ------------------ | ----- | -------- |
| Abbeville              | 24 915     | Max Lejeune         |       | UDF-PSD | Max Lejeune        |       | UDF-PSD  |
| Ailly-sur-Noye         | 2 596      | Philippe Verhoye    |       |         | Philippe Verhoye   |       |          |
| Ailly-sur-Somme        | 3 972      | Jean-Pierre Roger*  |       | PCF     | Serge François     |       | PCF      |
| Airaines               | 2 385      | Jean Vérité         |       | DVG     | Jean Vérité        |       | DVG      |
| Albert                 | 10 894     | Claude Landas       |       | PCF     | Claude Landas      |       | PCF      |
| Amiens                 | 131 332    | René Lamps          |       | PCF     | René Lamps         |       | PCF      |
| Ault                   | 2 058      | Michel Couillet     |       | PCF     | Michel Couillet    |       | PCF      |
| Beauval                | 2 274      |                     |       |         | Jacques Boulogne   |       | DVD      |
| Boves                  | 3 146      | Gervais Leprêtre    |       |         | Gervais Leprêtre   |       |          |
| Camon                  | 4 214      | Emile Baheu*        |       | PCF     | Albert Becard      |       | PCF      |
| Cayeux-sur-Mer         | 2 649      | Henri Heinemann     |       | PS      | Alphonse Marseille |       | UDF-PSD  |
| Corbie                 | 6 176      | Jean Truquin        |       | PS      | Jean Truquin       |       | PS       |
| Le Crotoy              | 2 347      | Oscar Deguine       |       |         | Jean-Louis Wadoux  |       | RPR      |
| Doullens               | 7 054      | Jacques Mossion     |       | UDF-CDS | Jacques Mossion    |       | UDF-CDS  |
| Eppeville              | 2 193      | Jean Boitel         |       | PS      | Jean Boitel        |       | PS       |
| Feuquières-en-Vimeu    | 2 499      | François Vauquelin* |       | PS      | Marius Fustier     |       | DVG      |
| Flixecourt             | 3 276      | Roger Godard        |       | PCF     | Roger Godard       |       | PCF      |
| Fressenneville         | 2 487      | Noël Ricouard       |       | PCF     | Noël Ricouard      |       | PCF      |
| Friville-Escarbotin    | 4 844      | Guy Roussel         |       | PCF     | Guy Roussel        |       | PCF      |
| Gamaches               | 3 270      | Rémy Danneels *     |       | PS      | Jacques Pecquery   |       | PCF      |
| Ham                    | 6 041      | Jean Goubet         |       | PCF     | Jean Goubet        |       | PCF      |
| Longueau               | 5 309      | Paul Hédé           |       | PCF     | Paul Hédé          |       | PCF      |
| Mers-les-Bains         | 3 945      | Roland Jouault      |       | PCF     | Roland Jouault     |       | PCF      |
| Montdidier             | 6 194      | François Étienne    |       | PSU     | Guy Floury         |       | PS diss. |
| Moreuil                | 4 203      | Marius Gardès       |       | PS      | Marius Gardès      |       | PS       |
| Nesle                  | 2 643      | Jack Pinçonnet      |       | PS      | Jacques Gronnier   |       | DVD      |
| Poix-de-Picardie       | 2 267      | Pierre Daniel       |       | DVD     | Pierre Daniel      |       | DVD      |
| Péronne                | 9 129      | Édouard Guilbeau    |       | PCF     | Édouard Guilbeau   |       | PCF      |
| Rivery                 | 3 287      | René Carouge        |       | PCF     | René Carouge       |       | PCF      |
| Rosières-en-Santerre   | 2 985      | Christian Caron     |       | PS      | Christian Caron    |       | PS       |
| Roye                   | 6 650      | Jacques Fleury      |       | PS      | Jacques Fleury     |       | PS       |
| Rue                    | 3 170      | Charles Deloge      |       | DVD     | Charles Deloge     |       | DVD      |
| Saint-Ouen             | 2 011      |                     |       |         | Guy Poirier        |       |          |
| Saint-Valery-sur-Somme | 2 935      | Gilbert Gauthé      |       | PS      | Gilbert Gauthé     |       | PS       |
| Saleux                 | 2 596      | Guy Leulier         |       | PCF     | Guy Leulier        |       | PCF      |
| Salouël                | 3 061      | Jean Letellier      |       | SE      | Jean Letellier     |       | SE       |
| Vignacourt             | 2 369      |                     |       |         | Michel Hurbau      |       |          |
| Villers-Bretonneux     | 3 347      | Claude Lemoine      |       | PCF     | Hubert Lelieur     |       | DVD      |
| * Ne se représente pas |            |                     |       |         |                    |       |          |

### Résultats en nombre de mairies
| Partis | Partis                             | Maires sortants | Maires élus | Évolution     |
| ------ | ---------------------------------- | --------------- | ----------- | ------------- |
|        | Parti communiste français          | 15              | 15          | en stagnation |
|        | Parti socialiste                   | 10              | 6           | 4             |
|        | Divers gauche                      | 1               | 3           | 2             |
|        | Parti socialiste unifié            | 1               | /           | 1             |
| Gauche | Gauche                             | 27              | 24          | 3             |
|        |                                    |                 |             |               |
|        | Divers droite                      | 2               | 5           | 3             |
|        | Union pour la démocratie française | 2               | 3           | 3             |
|        | Rassemblement pour la République   | /               | 1           | 1             |
| Droite | Droite                             | 4               | 9           | 5             |
|        |                                    |                 |             |               |
|        | Sans étiquette                     | 1               | 1           | en stagnation |
|        | Non déterminés                     | 6               | 4           | 2             |
| Divers | Divers                             | 7               | 5           | 2             |
|        |                                    |                 |             |               |
| Total  | Total                              | 38              | 38          |               |

## Résultats

### Abbeville
Maire sortant : Max Lejeune (UDF-PSD)
35 sièges à pourvoir
|                                             | Max Lejeune*    | UDF - RPR - DVD | 7 969  | 58,84  | 28 |  |  |  |
| Union de la droite                          |                 |                 | 7 969  | 58,84  | 28 |  |  |  |
|                                             | Chantal Leblanc | PCF             | 3 067  | 22,64  | 4  |  |  |  |
| Liste de rassemblement présentée par le PCF |                 |                 | 3 067  | 22,64  | 4  |  |  |  |
|                                             | Jacques Becq    | PS - MRG - DVG  | 2 506  | 18,50  | 3  |  |  |  |
| Liste de la majorité présidentielle         |                 |                 | 2 506  | 18,50  | 3  |  |  |  |
|                                             |                 |                 |        |        |    |  |  |  |
| Inscrits                                    | Inscrits        | Inscrits        | 17 420 | 100,00 |    |  |  |  |
| Abstentions                                 | Abstentions     | Abstentions     | 3 513  | 20,16  |    |  |  |  |
| Votants                                     | Votants         | Votants         | 13 907 | 79,84  |    |  |  |  |
| Blancs et nuls                              | Blancs et nuls  | Blancs et nuls  | 365    | 2,62   |    |  |  |  |
| Exprimés                                    | Exprimés        | Exprimés        | 13 542 | 97,38  |    |  |  |  |
| * Maire sortant                             |                 |                 |        |        |    |  |  |  |

### Amiens
Maire sortant : René Lamps (PCF)
55 sièges à pourvoir
| Tête de liste                               | Tête de liste       | Liste                      | Premier tour | Premier tour | Second tour | Second tour | Sièges |  |
| Tête de liste                               | Tête de liste       | Liste                      | Voix         | %            | Voix        | %           | CM     |  |
| ------------------------------------------- | ------------------- | -------------------------- | ------------ | ------------ | ----------- | ----------- | ------ |  |
|                                             | René Lamps*         | PCF - PS - PSU - MRG - DVG | 26 894       | 46,94        | 32 816      | 52,04       | 42     |  |
| Union de la gauche                          |                     |                            | 26 894       | 46,94        | 32 816      | 52,04       | 42     |  |
|                                             | Jean-Claude Broutin | UDF - RPR - CNIP - DVD     | 25 087       | 43,79        | 30 240      | 47,96       | 13     |  |
| Union de l'opposition                       |                     |                            | 25 087       | 43,79        | 30 240      | 47,96       | 13     |  |
|                                             | Didier Arnould      | DVD                        | 3 937        | 6,87         |             |             |        |  |
| Liste indépendante                          |                     |                            | 3 937        | 6,87         |             |             |        |  |
|                                             | Yann Faucon         | LCR - LO                   | 1 368        | 2,38         |             |             |        |  |
| La voix des travailleurs contre l'austérité |                     |                            | 1 368        | 2,38         |             |             |        |  |
|                                             |                     |                            |              |              |             |             |        |  |
| Inscrits                                    | Inscrits            | Inscrits                   | 81 019       | 100,00       |             | 100,00      |        |  |
| Abstentions                                 | Abstentions         | Abstentions                | 22 079       | 27,25        |             |             |        |  |
| Votants                                     | Votants             | Votants                    | 58 940       | 72,75        |             |             |        |  |
| Blancs et nuls                              | Blancs et nuls      | Blancs et nuls             | 1 654        | 2,81         |             |             |        |  |
| Exprimés                                    | Exprimés            | Exprimés                   | 57 286       | 97,19        |             |             |        |  |
| * Maire sortant                             |                     |                            |              |              |             |             |        |  |